# Stumptown (serial telewizyjny)
Stumptown – amerykański serial telewizyjny, który jest luźną adaptacją komiksu o tym samym tytule autorstwa Grega Rucki, Matthew Southwortha i Justina Greenwooda. Serial emitowany był od 25 września 2019 do 25 marca 2020 na kanale ABC. W Polsce wyświetlany był od 3 lutego do 1 czerwca 2020 przez Fox.

## Fabuła
Serial opowiada o Dex Parios, byłej weterance z dużym długiem hazardowym, która pracuje jako prywatny detektyw.

## Obsada
- Cobie Smulders jako Dex Parios[3]
- Jake Johnson jako Grey McConnell[4]
- Tantoo Cardinal jako Sue Lynn Blackbird
- Cole Sibus jako Ansel Parios
- Adrian Martinez jako Tookie[5]
- Camryn Manheim jako porucznik Cosgrove[6]
- Michael Ealy jako detektyw Miles Hoffman[5]

## Odcinki
| Sezon | Odcinki   | Oryginalna emisja ABC | Oryginalna emisja ABC | Emisja w Polsce Fox (Polska) | Emisja w Polsce Fox (Polska) | Emisja w Polsce Fox (Polska) |
| Sezon | Odcinki   | Premiera sezonu       | Finał sezonu          | Premiera sezonu              | Finał sezonu                 | Finał sezonu                 |
| ----- | --------- | --------------------- | --------------------- | ---------------------------- | ---------------------------- | ---------------------------- |
| 1     | 1–18 (18) | 25 września 2019      | 25 marca 2020         | 3 lutego 2020                | 1 czerwca 2020               | 1 czerwca 2020               |

### Sezon 1 (2019-2020)
| #  | Tytuł                                                                               | Reżyseria           | Scenariusz                                 | Premiera w ABC       | Premiera w Fox (Polska) |
| -- | ----------------------------------------------------------------------------------- | ------------------- | ------------------------------------------ | -------------------- | ----------------------- |
| 1  | Daj sobie spokój, Dex Forget It Dex, It's Stumptown.                                | James Griffiths     | Jason Richman                              | 25 września 2019     | 3 lutego 2020           |
| 2  | Zerwane połączenia Missed Connections                                               | James Griffiths     | Matt Olmstead & Mike Weiss & Jason Richman | 2 października 2019  | 10 lutego 2020          |
| 3  | Detektywi z Portland Rip City Dicks                                                 | Dean White          | Zahir McGee                                | 9 października 2019  | 17 lutego 2020          |
| 4  | Więzy rodzinne Family Ties                                                          | Marc Buckland       | Deirdre Shaw                               | 16 października 2019 | 24 lutego 2020          |
| 5  | Kiepskie alibi Bad Alibis                                                           | Brooke Kennedy      | Manuel Figueroa, Jordan Heimer             | 30 października 2019 | 2 marca 2020            |
| 6  | Dex, prochy i rock and roll Dex, Drugs and Rock & Roll                              | Marc Buckland       | William Jehu Garroutte, Jason Richman      | 6 listopada 2019     | 9 marca 2020            |
| 7  | Listopadowa niespodzianka November Surprise                                         | David Rodriguez     | Mike Weiss                                 | 20 listopada 2019    | 16 marca 2020           |
| 8  | Ta druga The Other Woman                                                            | Jessica Yu          | Heidi Cole McAdams                         | 4 grudnia 2019       | 23 marca 2020           |
| 9  | Dex-edukacja Dex Education                                                          | Lily Mariye         | Nicholas Wooton                            | 11 grudnia 2019      | 30 marca 2020           |
| 10 | Zderzenie z rzeczywistością Reality Checks Don't Bounce                             | Alex Zakrzewski     | Derek Jennings, Zahir McGee                | 8 stycznia 2020      | 6 kwietnia 2020         |
| 11 | Przeszłość i wściekłość The Past and the Furious                                    | Stacey K. Black     | Louisa Levy                                | 15 stycznia 2020     | 13 kwietnia 2020        |
| 12 | Dex, kasa i kłopoty Dirty Dexy Money                                                | Marc Buckland       | Ariel Hall, Woody Strassner                | 22 stycznia 2020     | 20 kwietnia 2020        |
| 13 | Niewiadoma Dex The Dex Factor                                                       | Stacey K. Black     | Matt Olmstead, Jason Richman               | 5 lutego 2020        | 27 kwietnia 2020        |
| 14 | Dopóki Dex nas nie rozłączy Til Dex Do Us Part                                      | Ruben Fleischer     | William Jehu Garroutte, Heidi Cole McAdams | 12 lutego 2020       | 4 maja 2020             |
| 15 | Za wszelką cenę: Kroniki Conrada Costasa At All Costs: The Conrad Costas Chronicles | Christopher Misiano | Nicholas Wootton                           | 19 lutego 2020       | 11 maja 2020            |
| 16 | U Dex bez zmian All Quiet On the Dextern Front                                      | Marc Buckland       | Woody Strassner, Louisa Levy               | 4 marca 2020         | 18 maja 2020            |
| 17 | Z archiwum Dex The Dex Files                                                        | Alex Zakrzewski     | Ariel Hall, Nicholas Wootton               | 18 marca 2020        | 25 maja 2020            |
| 18 | Z archiwum Dex All Hands on Dex                                                     | Marc Buckland       | Derek Jennings, Jason Richman              | 25 marca 2020        | 1 czerwca 2020          |

## Produkcja
Pod koniec stycznia 2019 roku stacja ABC ogłosiła zamówienie pilotowego odcinka serialu. W kolejnym miesiącu poinformowano, że główną rolę otrzymała Cobie Smulders. W marcu 2019 roku ogłoszono, że Michael Ealy, Adrian Martinez oraz Camryn Manheim dołączyli do obsady. 14 maja 2019 roku stacja ABC zamówiła pierwszy sezon, który zadebiutuje w sezonie telewizyjnym 2019/2020. Pod koniec maja 2019 roku poinformowano, że Jake Johnson otrzymał rolę Greya McConnella.
21 maja 2020 stacja ABC potwierdziła produkcję drugiego sezonu, jednak 17 września 2020 roku ogłosiła, że na skutek dużych opóźnień produkcyjnych związanych z koronawirusem serial zostaje skasowany.